# Монастырь Живоносного источника (Порос)
Монасты́рь Живоно́сного исто́чника (греч. Ιερά Μονὴ Ζωοδόχου Πηγής) — монастырь Идрской митрополии Элладской православной церкви, расположенный в четырёх километрах к востоку от города Порос на острове Порос в заливе Сароникос в Греции.

## История
Основан в начале XVIII столетия по указу архиепископа Афинского Иакова II рядом с целебным источником, испив из которого архиепископ чудесным образом исцелился от серьезного недуга. В 1733 году монастырь был включён в юрисдикцию Константинопольского патриархата.
Во времена Греческой войны за независимость монастырь оказывал духовную и финансовую поддержку борцам за свободу. Здесь же нашли приют и монахи, бежавшие с горы Афон, чтобы спасти уникальные церковные артефакты, в том числе и часть мощей Святого Иоанна Крестителя.
В 1828 году первый правитель независимой Греции Иоаннис Каподистрия основал в стенах монастыря приют, где были размещены 180 детей-сирот, чьи родители погибли в борьбе за независимость Греции. В 1830 году в монастыре было открыто первое духовное училище.
Главный храм (кафоликон) монастыря построен в византийском стиле и представляет собой купольную базилику с колокольней. На его южной стене можно увидеть солнечные часы (работа настоятеля монастыря Галактиона Галатиса), а у входа в храм — гробницы легендарных адмиралов Греческой войны за независимость Николиса Апостолиса и Манолиса Томбазиса.
Среди главных реликвий монастыря — чудотворная икона Панагии Зоодохос Пиги (1650); икона с изображением Богородицы и Иисуса работы известного итальянского художника Рафаэля Тсеколи (1849); а также иконы Панагии Амолинтос (1590) и Христа Пантократора (1780). В храме обители установлен деревянный резной иконостас высотой около 5 метров. В монастыре расположена библиотека.
В начале XX века в святой обители несколько месяцев пребывал святой Нектарий Эгинский.

## Игумены
- Ефрем (Стенакис) (1985 — 14 января 2001)